# 太陽の下
「太陽の下」（たいようのした）は、日本のロックバンド・レミオロメンのメジャー8作目（通算9作目）のシングル。

## 概要
- 前作「粉雪」から約4ヶ月ぶりにして、アルバム『HORIZON』からの先行シングル。
- 表題曲は大沢たかお主演の映画『子ぎつねヘレン』の主題歌に起用された[1]。映画のタイアップを手掛けるのは「南風」以来3作ぶりとなった。
- 「3月9日」以来6作ぶりに新録のカップリング曲が1曲になった。
- 初回限定盤と通常盤の2形態で発売され、初回限定盤はデジパック仕様のCD EXTRA規格で表題曲のミュージック・ビデオが収録され、カップリングのライブ音源に「電話」が追加収録された。
- 今作で『ミュージックステーション』に6度目の出演を果たした[2]。
- オリコンチャート初登場2位を獲得[3]。3作連続でのトップ3入りと月間チャート、年間チャート入りを果たした。また、前作に引き続き日本レコード協会からゴールドディスク認定を受けている。

## 収録曲
1. 太陽の下 [5:10]
作詞・作曲：藤巻亮太
編曲：レミオロメン、小林武史
ストリングスアレンジ：小林武史、四家卯大
2. チャイム [3:58]
作詞・作曲：藤巻亮太
編曲：レミオロメン、小林武史
ストリングスアレンジ：小林武史
3. 蜃気楼 ('06.1.28 live ver. at 三郷市文化会館) [3:58]
作詞・作曲：藤巻亮太
コンサートツアー『TOUR 2006 “UNDER THE SUN”』の初日にあたる埼玉公演からのライブ音源。ライブ音源であるがスタジオ音源のない未発表曲であり、今作以降音源化されることはなかった。
4. 電話 ('06.1.28 live ver. at 三郷市文化会館) [6:14]
作詞・作曲：藤巻亮太
メジャー1stシングルの表題曲であり、前述の埼玉公演からのライブ音源。初回限定盤にのみ収録されている。

## 参加ミュージシャン
レミオロメン
- 藤巻亮太：Vocal & Guitar
- 神宮司治：Drums
- 前田啓介：Bass

サポートミュージシャン
- 小林武史：Keyboards (#1,2)
- 皆川真人：Keyboards (#3,4)
- 沖祥子：Violin (#1)
- 田島朗子：Violin (#1)
- 下川美帆：Violin (#1)
- 守田マヤ：Violin (#1)
- 渡辺一雄：Violin (#1)
- 鈴木順子：Violin (#1)
- 萩原薫：Viola (#1)
- 菊地幹代：Viola (#1)
- 四家卯大：Cello (#1)
- 安達練：Computer Programmed

## タイアップ
- 松竹配給映画『子ぎつねヘレン』主題歌 (#1)

## 収録アルバム
- HORIZON (#1)
- レミオベスト (#1)

## カバー
- 藤巻亮太 - 2019年4月3日リリースの「RYOTA FUJIMAKI Acoustic Recordings 2000-2010」で1曲目をセルフカバー。